# Pajūrio kopos
Pajūrio kopos este o arie protejată (arie specială de conservare — SAC, sit de importanță comunitară — SCI) din Lituania întinsă pe o suprafață de 486,08 ha, integral pe uscat.

## Localizare
Centrul sitului Pajūrio kopos este situat la coordonatele 55°51′00″N 21°04′02″E / 55.8499°N 21.0671°E.

## Înființare
Situl Pajūrio kopos a fost declarat sit de importanță comunitară în martie 2004 pentru a proteja 2 specii de plante. Situl a fost protejat și ca arie specială de conservare în august 2020.

## Biodiversitate
Situată în ecoregiunea boreală, aria protejată conține 10 habitate naturale: Faleze cu vegetație de pe coastele atlantice și baltice, Dune mobile cu vegetație embrionară, Dune mobile de-a lungul țărmului cu Ammophila arenaria („dune albe”), Dune de coastă fixe cu vegetație erbacee („dune gri”), Dune cu Salix repens ssp. argentea (Salicion arenariae), Dune împădurite din regiunile atlantică, continentală și boreală, Depresiuni intradunale umede, Vegetație psamofilă uscată cu Calluna și Empetrum nigrum, Pajiști uscate seminaturale și facies de acoperire cu tufișuri pe substraturi calcaroase (Festuco-Brometalia) (* situri importante pentru orhidee), Fânețe de joasă altitudine (Alopecurus pratensis, Sanguisorba officinalis).
La baza desemnării sitului se află mai multe specii protejate de  plante (2): Botrychium simplex, Linaria loeselii.
Pe lângă speciile protejate, pe teritoriul sitului au mai fost identificate 8 specii de plante, 4 specii de păsări, 1 specie de mamifere, 4 specii de nevertebrate.